# Matias Aires

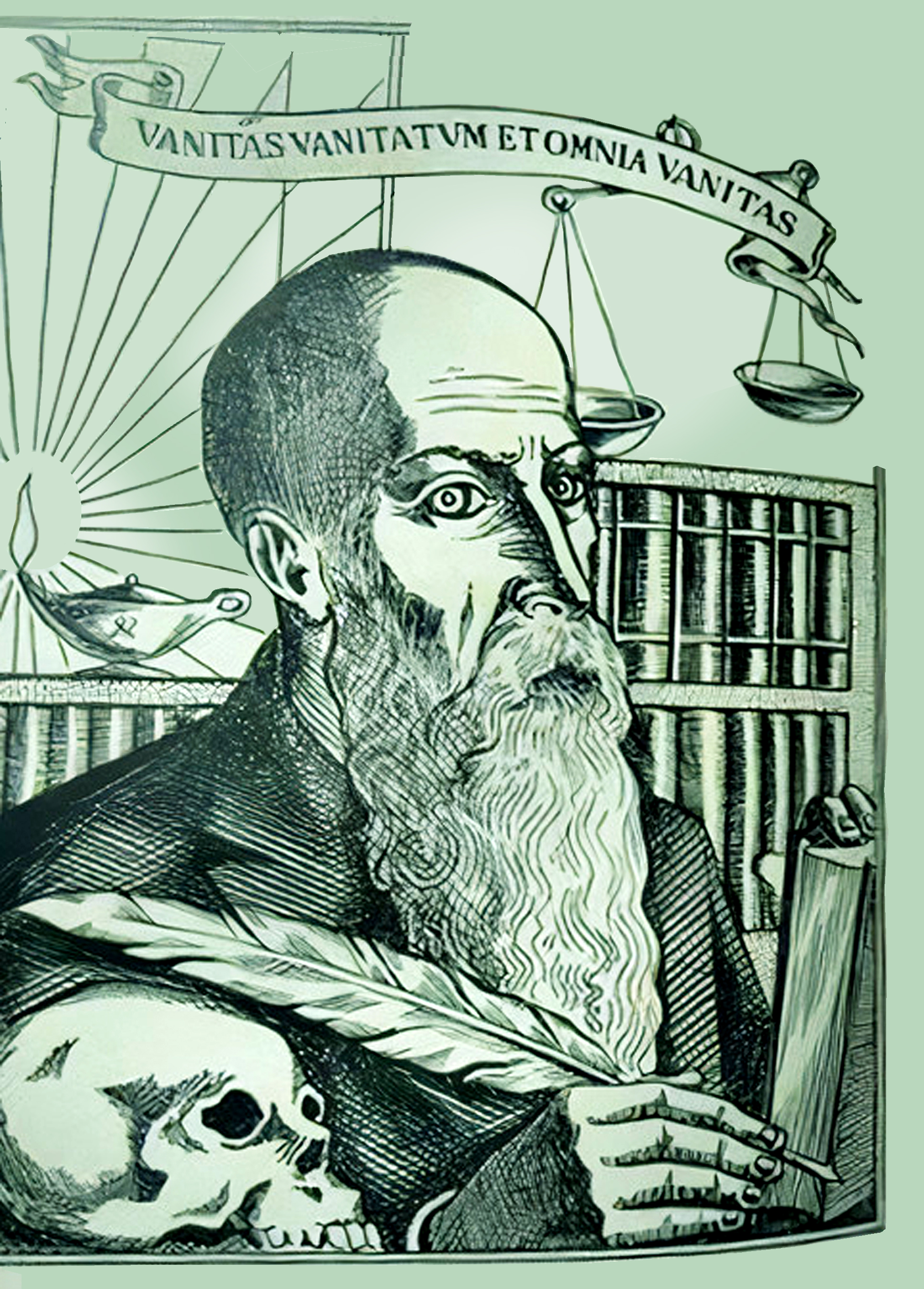
Matias Aires

Matias Aires Ramos da Silva de Eça (* 27. März 1705 in São Paulo; † 10. Dezember 1763 in Lissabon) war ein im kolonialen Brasilien geborener portugiesischsprachiger Philosoph und Schriftsteller. Sein 1752 erschienenes Werk Reflexões sobre a Vaidade dos Homens thematisiert die Vanitas und offenbart eine der negativsten philosophischen Einsichten im 18. Jahrhundert über die Welt und die Geschichte. Seine Philosophie wird als skeptisch-stoisch-soteriologisch beschrieben.

## Leben
Matias Aires, in damaliger Schreibung Mathias Ayres, war der Sohn von José Ramos da Silva († 1744) und Catarina de Orta, seine Schwester war die als erste brasilianische Schriftstellerin geltende Teresa Margarida da Silva e Orta. Er wurde in São Paulo im damaligen Kapitanat São Vicente geboren, verbrachte dort die ersten elf Jahre seines Lebens und wurde von Jesuiten unterrichtet. Sein Vater wurde 1716 Beauftragter der portugiesischen Münze, weshalb die Familie nach Lissabon in Portugal umsiedelte. Matias Aires übernahm dieses Amt nach dem Tod des Vaters von 1744 bis 1761, nach Brasilien kehrte er nicht mehr zurück. 
Er schrieb Werke in Französisch und Latein und war auch Übersetzer lateinischer Klassiker. Er wird von vielen als der bedeutendste portugiesische Sprachphilosoph des 18. Jahrhunderts und erster brasilianischer Philosoph angesehen.

## Ehrungen
1729 wurde er zum Ritter des Christusordens ernannt. Matias Aires war der Namenspatron des Stuhles „Cadeira 6“ im Bereich der korrespondierenden Mitglieder der Academia Brasileira de Letras und des „Cadeira 3“ der Academia Paulista de Letras.

## Schriften
Digitalisierte Werke finden sich unter Autor Aires, Matias, 1705–1763 der Biblioteca Brasiliana Guita e José Mindlin.
- Reflexões sobre a Vaidade dos homens e Carta sobra a Fortuna. Lisboa 1752. Erstausgabe, weitere Ausgaben 1761, 1778, 1786, mehrere Neuausgaben in heutiger Zeit, z. B. INCM, Lisboa 2005.

Posthum erschienen:
- Problema de arquitetura civil, a saber:porque os edificios antigos têm mais duração, e resistem mais ao tremor de terra que os modernos? Officina de Miguel Rodrigues, Lisboa 1770.
- Problema de Architetura Civil Demonstrado por Matyas Ayres Ramos da Sylva de Eça. Officina  de Antônio  Rodrigues  Galhardo, Impressor da Real Meza Censória, Lisboa 1777.

In das Deutsche ist bisher keines seiner Werke übersetzt.